# Asplenium kelelense
Asplenium kelelense är en svartbräkenväxtart som beskrevs av Guido Georg Wilhelm Brause. Asplenium kelelense ingår i släktet Asplenium och familjen Aspleniaceae. Inga underarter finns listade.